# 1432 Ethiopia
1432 Ethiopia (1937 PG) là một tiểu hành tinh vành đai chính được phát hiện ngày 1 tháng 8 năm 1937 bởi Jackson, C. ở Johannesburg (UO).